# András Radó
András Radó (sinh 9 tháng 9 năm 1993) là một cầu thủ bóng đá Hungary hiện tại thi đấu cho Ferencvárosi TC.
Trong mùa giải đầu tiên cùng với Szombathelyi Haladás anh ghi 2 bàn thắng và có 8 pha kiến tạo. Ở mùa giải 2012–13 anh ghi 7 bàn thắng và có 7 pha kiến tạo.

## Sự nghiệp

### Ferencváros
Ngày 2 tháng 4 năm 2016, Radó giành chức vô địch cùng với Ferencvárosi TC sau trận thua Debreceni VSC 2-1 tại Nagyerdei Stadion ở mùa giải Nemzeti Bajnokság I 2015–16.

## Thống kê câu lạc bộ
Tính đến 6 tháng 7 năm 2017
| Câu lạc bộ          | Mùa giải | Giải vô địch | Giải vô địch | Cúp  | Cúp | Cúp Liên đoàn | Cúp Liên đoàn | Châu Âu | Châu Âu | Tổng | Tổng |
| Câu lạc bộ          | Mùa giải | Trận         | Bàn          | Trận | Bàn | Trận          | Bàn           | Trận    | Bàn     | Trận | Bàn  |
| ------------------- | -------- | ------------ | ------------ | ---- | --- | ------------- | ------------- | ------- | ------- | ---- | ---- |
| Haladás             |          |              |              |      |     |               |               |         |         |      |      |
| 2010–11             | 0        | 0            | 1            | 0    | 2   | 0             | 0             | 0       | 3       | 0    |      |
| 2011–12             | 12       | 2            | 1            | 0    | 3   | 0             | 0             | 0       | 16      | 2    |      |
| 2012–13             | 27       | 7            | 1            | 0    | 1   | 1             | 0             | 0       | 29      | 8    |      |
| 2013–14             | 29       | 14           | 3            | 0    | 1   | 0             | 0             | 0       | 33      | 14   |      |
| 2014–15             | 23       | 6            | 0            | 0    | 0   | 0             | 0             | 0       | 5       | 0    |      |
| Tổng                | 91       | 29           | 6            | 0    | 7   | 1             | 0             | 0       | 86      | 24   |      |
| Ferencváros         |          |              |              |      |     |               |               |         |         |      |      |
| 2015–16             | 25       | 6            | 6            | 0    | 0   | 0             | 1             | 0       | 32      | 6    |      |
| 2016–17             | 13       | 0            | 2            | 0    | 0   | 0             | 1             | 0       | 16      | 0    |      |
| 2017–18             | 0        | 0            | 0            | 0    | 0   | 0             | 1             | 0       | 1       | 0    |      |
| Tổng                | 38       | 6            | 8            | 0    | 0   | 0             | 3             | 0       | 49      | 6    |      |
| Tổng cộng sự nghiệp |          | 111          | 29           | 14   | 0   | 7             | 1             | 3       | 0       | 135  | 30   |